# Ходжаев, Александр Валерьевич
Александр Валерьевич Ходжаев (бел. Аляксандр Валер’евіч Хаджаеў; род. 1980, Лепель, Витебская область) — белорусский врач-психиатр. Кандидат медицинских наук (2014), доцент. Министр здравоохранения Республики Беларусь с 25 января 2024 года.

## Биография
Родился в 1980 году в Лепеле. Отец — Валерий Асимович Ходжаев, работал первым заместителем Министра здравоохранения Республики Беларусь (2010—2011), затем возглавлял Себежскую районную больницу (Россия), а с 2017 года возглавляет ООО «Псков Фарма».
В 2004 году окончил Белорусский государственный медицинский университет, в 2008 и 2012 годах — Белорусскую медицинскую академию последипломного образования. Имеет специальности «Лечебно-профилактическое дело», «Психотерапия» и «Организация здравоохранения».
Начинал трудовую деятельность с должности врача-стажёра в Республиканском научно-практическом центре онкологии и медицинской радиологии имени Н. М. Александрова. В 2005—2008 годах там же работал врачом-патологоанатомом. В 2008—2011 годах — аспирант по специальности «Психиатрия» в Белорусской медицинской академии последипломного образования. В 2011—2012 годах — ведущий лаборант, в 2012—2015 годах — ассистент, в 2015—2018 годах — доцент кафедры психотерапии и медицинской психологии БелМАПО. В 2014 году защитил кандидатскую диссертацию на тему «Индивидуализация психотерапевтической коррекции психопатологических проявлений у беременных женщин с патологическим прелиминарным периодом».
В 2018—2020 годах — главный специалист управления организации медицинской помощи главного управления организации медицинской помощи, экспертизы, обращений граждан и юридических лиц Министерства здравоохранения Республики Беларусь. В 2020—2021 — главный специалист управления специализированной медицинской помощи главного управления организации медицинской помощи Министерства здравоохранения Республики Беларусь.
С 18 мая 2021 года по 25 января 2024 года — директор Республиканского научно-практического центра психического здоровья. Одновременно был главным внештатным психиатром Министерства здравоохранения Республики Беларусь.
25 января 2024 года назначен Министром здравоохранения Республики Беларусь.